# Джуно (фильм)
«Джу́но» (англ. Juno) — американский комедийно-драматический фильм 2007 года, снятый Джейсоном Райтманом по сценарию Диабло Коуди. Главную героиню, независимую девушку Джуно, столкнувшуюся с незапланированной беременностью и её последствиями, исполнила Эллен Пейдж. В фильме также сыграли Майкл Сера, Оливия Тирлби, Дж. К. Симмонс, Эллисон Дженни, Дженнифер Гарнер и Джейсон Бэйтман. Съёмки проходили с 14 февраля по 27 марта 2007 года в Ванкувере, Британская Колумбия, Канада.
Премьера состоялась 8 сентября 2007 года на Международном кинофестивале в Торонто, где фильм приветствовали бурными овациями. «Джуно» окупил свой бюджет в 7,5 миллионов долларов за двадцать дней, из которых шестнадцать фильм находился в ограниченном прокате. В результате фильм заработал ещё в 35 раз больше, став самым кассовым в истории компании Fox Searchlight Pictures.
«Джуно» получил множество положительных отзывов критиков, многие из которых поместили фильм в свои списки десяти лучших фильмов года. В 2008 году лента получила премию «Оскар» за лучший оригинальный сценарий, а также была номинирована в трёх других категориях, включая «Лучший фильм» и «Лучшую женскую роль» (Эллен Пейдж).

## Сюжет
Шестнадцатилетняя школьница из Миннесоты Джуно МакГафф (Эллен Пейдж) узнаёт, что беременна от своего друга и давнего поклонника, Поли Бликера (Майкл Сера). Хотя вначале девушка думает сделать аборт, она отказывается от этой мысли и решает отдать ребёнка на усыновление. С помощью своей подруги Лии (Оливия Тирлби) по объявлению в газете Джуно находит пару, которая, по мнению девушки, сможет должным образом воспитать дитя. Вместе со своим отцом Маком (Дж. К. Симмонс) Джуно встречается с этой парой, Марком и Ванессой Лорингами (Джейсон Бэйтман и Дженнифер Гарнер), в их доме и выражает своё желание на закрытое усыновление.
Ванесса слишком опекает Джуно, поэтому вначале их отношения не складываются. Джуно и Лиа видят в магазине Ванессу, разговаривающую с детьми. Джуно уговаривает будущую приёмную мать поговорить с малышом в животе, и та чувствует его удар. Отношения Джуно с Марком складываются легче. Выясняется, что они оба любят панк-рок и ужастики. Раньше у Марка была собственная рок-группа (всё связанное с ней с разрешения Ванессы теперь хранится в отдельной комнате дома), а теперь он пишет музыку для рекламных роликов. Несмотря на предупреждение своей мачехи (Эллисон Дженни), Джуно иногда проводит с Марком некоторое время.
Во время беременности Джуно борется со своими чувствами к Поли, который явно — хотя и бездеятельно — в неё влюблён. Девушка поддерживает внешнее безразличие к нему, и в то же время ей больно и она злится на него, когда узнаёт, что он пригласил другую на студенческий бал. Поли напоминает Джуно, что это по её инициативе они не общаются и что это она разбила его сердце. Он также говорит о том, что Джуно испытывает к нему чувства, но не хочет этого признать.
Незадолго до рождения ребёнка Джуно вновь посещает Марка, и на этот раз их встреча проходит весьма эмоционально. Марк сообщает, что он уходит от жены. Когда Ванесса приезжает домой, Марк, к её сильному удивлению, говорит, что пока не готов стать отцом и что он хочет сперва осуществить свои мечты, которые она не разделяет. Джуно наблюдает за тем, как рушится брак Лорингов, уезжает и плачет, сидя в машине на обочине дороги. Затем она принимает решение, возвращается к дому Лорингов, оставляет записку и уезжает прежде, чем они открывают дверь.
После откровенного разговора с отцом Джуно наконец смиряется со своей любовью к Поли. Девушка сообщает ему о своих чувствах и убеждается, что они взаимны. На соревнованиях по бегу Поли замечает, что Джуно нет на трибуне, и догадывается, что она рожает. Поли бросается в госпиталь, чтобы быть с ней (Джуно не предупредила его, потому что не хотела, чтобы он пропустил соревнования). Прибыв на место, Поли узнаёт, что Джуно уже родила сына, и успокаивает её. В госпиталь приезжает и Ванесса. Она с радостью усыновляет новорожденного как мать-одиночка. А на стене детской комнаты в доме Ванессы в рамке висит записка Джуно, адресованная только ей: «Ванесса, если ты всё ещё за, то я тоже за. Джуно». Фильм заканчивается летом. Джуно и Поли играют на гитарах, поют и затем целуются.

## В ролях
| Актёр            | Роль           |
| ---------------- | -------------- |
| Эллен Пейдж      | Джуно Макгафф  |
| Майкл Сера       | Поли Бликер    |
| Дженнифер Гарнер | Ванесса Лоринг |
| Джейсон Бейтман  | Марк Лоринг    |
| Эллисон Дженни   | Брен Макгафф   |
| Дж. К. Симмонс   | Мак Макгафф    |
| Оливия Тирлби    | Лиа            |
| Рэйн Уилсон      | Ролло          |

## Тема
Наряду с «Немножко беременна» и «Официантка», двумя другими фильмами 2007 года о девушках, столкнувшихся с незапланированными беременностями, «Джуно» был воспринят некоторыми критиками как фильм на тему возражения против абортов. Другие критики определили фильм как феминистский из-за нетипичного образа уверенной в себе и умной девушки-подростка Джуно.

## Производство

### Кастинг
Восхищённый работой актрисы в фильме «Леденец», Райтман выбрал для главной роли Эллен Пейдж, сказав, что он представлял себе Джуно такой ещё при первом прочтении сценария. Он также пригласил Дж. К. Симмонса, который принимал участие и в прошлом фильме режиссёра, «Здесь курят». Рейтман не сообщил актёру, что тот будет играть Мака. Прочтя сценарий, Симмонс сказал, что был бы рад даже роли учителя. Другие актёры, которых режиссёр планировал задействовать с самого начала, — Майкл Сера и Оливия Тирлби. В январе 2007 года был подписан контракт и с Дженнифер Гарнер, которая даже согласилась на меньший чем обычно гонорар. Именно Гарнер порекомендовала Райтману Джейсона Бэйтмана, с которым ранее работала в фильме «Королевство». Бэйтман оказался последним, подписавшим контракт на участие в съёмках.
Эпизодическую роль учителя химии в школе Джуно и Полли сыграл Лукас МакФэдден, более известный как Cut Chemist, диджей и музыкальный продюсер. Когда Рейтман предложил МакФэддену эту роль, тот уже работал по другому его заказу. По мнению режиссёра, то, что учителя химии играет диджей Cut Chemist, является настоящей иронией.

### Съёмки
Бюджет фильма составил 7,5 миллионов долларов. «Джуно» снимался в Ванкувере и его окрестностях, хотя изначально съёмки должны были проходить в Миннесоте. Хотя такая замена локаций довольно распространена по бюджетным причинам, Райтман утверждает, что она произошла по его просьбе. Места съёмок включают дом в близлежащем городке Уайт Рок (дом Марка и Ванессы), среднюю школу Эрика Хамбера (средняя школа «Танцующий лось») и беговую дорожку Атлетического парка в Южном Суррее (беговая дорожка школы «Танцующий лось»).
Съёмки начались после минимальных прослушиваний и продлились шесть недель с февраля по март 2007 года. Съёмочная группа планировала завезти снег для зимних сцен, но начались снегопады, что позволило снять больше «зимних» кадров, чем планировалось. Хотя фильм снимался не в прямой последовательности, финальная сцена была отложена на последний день. Так как шли затяжные дожди, съёмочная группа собиралась перенести съёмки на лето. Однако дождь закончился, и сцена была отснята вовремя.

## Музыка
В фильме можно услышать несколько песен Кимьи Доусон, как в её сольном исполнении, так и в исполнении групп The Moldy Peaches и Antsy Pants.

## Награды и номинации
| Премия                              | Категория                                | Номинант                                                | Результат |
| ----------------------------------- | ---------------------------------------- | ------------------------------------------------------- | --------- |
| «Оскар»                             | Лучший фильм                             | Лайан Халфон, Мэйсон Новик, Расселл Смит                | Номинация |
| «Оскар»                             | Лучший режиссёр                          | Джейсон Райтман                                         | Номинация |
| «Оскар»                             | Лучшая женская роль                      | Эллен Пейдж                                             | Номинация |
| «Оскар»                             | Лучший оригинальный сценарий             | Диабло Коди                                             | Победа    |
| «Золотой глобус»                    | Лучший фильм — комедия или мюзикл        |                                                         | Номинация |
| «Золотой глобус»                    | Лучшая женская роль — комедия или мюзикл | Эллен Пейдж                                             | Номинация |
| «Золотой глобус»                    | Лучший сценарий                          | Диабло Коди                                             | Номинация |
| BAFTA                               | Лучшая женская роль                      | Эллен Пейдж                                             | Номинация |
| BAFTA                               | Лучший оригинальный сценарий             | Диабло Коди                                             | Победа    |
| «Выбор критиков»                    | Лучший фильм                             |                                                         | Номинация |
| «Выбор критиков»                    | Лучшая комедия                           |                                                         | Победа    |
| «Выбор критиков»                    | Лучшая женская роль                      | Эллен Пейдж                                             | Номинация |
| «Выбор критиков»                    | Лучший молодой актёр                     | Майкл Сера                                              | Номинация |
| «Выбор критиков»                    | Лучший актёрский состав                  |                                                         | Номинация |
| «Выбор критиков»                    | Лучший сценарий                          | Диабло Коди                                             | Победа    |
| «Независимый дух»                   | Лучший фильм                             | Лайан Халфон, Джон Малкович, Мэйсон Новик, Расселл Смит | Победа    |
| «Независимый дух»                   | Лучший режиссёр                          | Джейсон Райтман                                         | Номинация |
| «Независимый дух»                   | Лучшая женская роль                      | Эллен Пейдж                                             | Победа    |
| «Независимый дух»                   | Лучший дебютный сценарий                 | Диабло Коди                                             | Победа    |
| «Спутник»                           | Лучший фильм — комедия или мюзикл        |                                                         | Победа    |
| «Спутник»                           | Лучшая женская роль — комедия или мюзикл | Эллен Пейдж                                             | Победа    |
| «Спутник»                           | Лучший оригинальный сценарий             | Диабло Коди                                             | Победа    |
| Национальный совет кинокритиков США | Женский прорыв года                      | Эллен Пейдж                                             | Победа    |
| Национальный совет кинокритиков США | Лучший оригинальный сценарий             | Диабло Коди                                             | Победа    |
| Национальный совет кинокритиков США | Топ 10 лучших фильмов года               |                                                         | Победа    |
| Премия Гильдии киноактёров США      | Лучшая женская роль                      | Эллен Пейдж                                             | Номинация |
| Премия Гильдии продюсеров США       | Лучший фильм                             | Лайан Халфон, Мэйсон Новик, Расселл Смит                | Номинация |
| Премия Гильдии сценаристов США      | Лучший оригинальный сценарий             | Диабло Коди                                             | Победа    |